# Ekspedycja 5
Ekspedycja 5 była misją piątej stałej załogi Międzynarodowej Stacji Kosmicznej.

## Załoga
- Walerij Korzun (2), Dowódca misji i dowódca Sojuza (Rosja)
- Siergiej Treszczow (1), Inżynier pokładowy (Rosja)
- Peggy Whitson (1), Inżynier lotu i pracownik naukowy ISS (Stany Zjednoczone)

(liczba w nawiasie oznacza liczbę lotów odbytych przez każdego z astronautów)
Załoga rezerwowa:
- Aleksandr J. Kaleri (4), Dowódca misji i dowódca Sojuza (Rosja)
- Dmitrij J. Kondratiew (1), Inżynier pokładowy (Rosja)
- Scott J. Kelly (2), Inżynier lotu (Stany Zjednoczone)

## Parametry misji
- Perygeum: 384 km
- Apogeum: 396 km
- Inklinacja: 51,6°
- Okres orbitalny: 92 min

## Dokowanie do ISS
- Połączenie z ISS: STS-111; 7 czerwca 2002, 16:25 UTC
- Odłączenie od ISS: STS-113; 2 grudnia 2002, 20:05 UTC
- Łączny czas dokowania: 178 dni, 3 h, 40 min